# Ủy ban Giám sát Nhà nước Trung Quốc
Uỷ ban Giám sát Nhà nước của nước Cộng hoà Nhân dân Trung Hoa (chữ Anh: National Supervisory Commission of the People's Republic of China, chữ Trung phồn thể: 中華人民共和國國家監察委員會, chữ Trung giản thể: 中华人民共和国国家监察委员会, bính âm: Zhōnghuá Rénmín Gònghéguó Guójiā Jiānchá Wěiyuánhuì, Hán - Việt: Trung Hoa Nhân dân Cộng hoà quốc Quốc gia Giám sát Uỷ viên hội), còn gọi là Uỷ ban Giám sát Nhà nước Trung Quốc, tên gọi giản lược Uỷ ban Giám sát Nhà nước, là cơ quan giám sát tối cao, lãnh đạo công tác các cấp Uỷ ban Giám sát địa phương.
Uỷ ban Giám sát Nhà nước có cấp bậc ngang hàng với Toà án Nhân dân Tối cao và Viện Kiểm sát Nhân dân Tối cao, là đơn vị cấp phó quốc gia. Uỷ ban Giám sát Nhà nước và Uỷ ban Kiểm tra Kỉ luật Trung ương Đảng Cộng sản Trung Quốc có cùng một sở quan để làm việc công, thuật ngữ Hán - Việt trong chính trị Trung Quốc gọi nó là hợp thự bạn công.
Uỷ ban Giám sát Nhà nước Cộng hoà Nhân dân Trung Hoa do Đại hội đại biểu nhân dân toàn quốc sản sinh, phụ trách công tác giám sát cả nước Trung Quốc; giữ trách nhiệm và tiếp nhận việc coi sóc xem xét trước Đại hội đại biểu nhân dân toàn quốc và Uỷ ban Thường vụ Đại hội đại biểu nhân dân toàn quốc.
Nhiệm kì mỗi khoá của Uỷ ban Giám sát Nhà nước Cộng hoà Nhân dân Trung Hoa tương đồng với nhiệm kì mỗi khoá của Đại hội đại biểu nhân dân toàn quốc. Chủ nhiệm Uỷ ban Giám sát Nhà nước Cộng hoà Nhân dân Trung Hoa không được nhậm chức liên tục vượt quá hai khoá.
Uỷ ban Giám sát Nhà nước Cộng hoà Nhân dân Trung Hoa do Chủ nhiệm, một số người Phó Chủ nhiệm, một số người Uỷ viên hợp thành, Chủ nhiệm do Đại hội đại biểu nhân dân toàn quốc tuyển cử ra, Phó Chủ nhiệm và Uỷ viên do Chủ nhiệm Uỷ ban Giám sát Nhà nước Cộng hoà Nhân dân Trung Hoa đề xuất bổ nhiệm và miễn nhiệm lên Uỷ ban Thường vụ Đại hội đại biểu nhân dân toàn quốc.
Ngày 11 tháng 3 năm 2018, Uỷ ban Giám sát Nhà nước Cộng hoà Nhân dân Trung Hoa do Hội nghị lần thứ nhất Đại hội đại biểu nhân dân toàn quốc khoá 13 thông qua.

## Bối cảnh thiết lập
Hiến pháp là pháp luật căn bản của nhà nước, là căn cứ chung của các loại thiết chế xã hội và quy phạm pháp luật nhà nước. Trong kiến nghị tu sửa hiến pháp lần ấy, có một chương làm ra quy định về Uỷ ban Giám sát Nhà nước, việc xác lập Uỷ ban Giám sát được coi là địa vị pháp luật của cơ quan nhà nước, đã biểu lộ đầy đủ tác dụng trọng yếu của Uỷ ban Giám sát trong hệ thống cai quản nhà nước, cũng đã cung cấp hết trách nhiệm sự tuân thủ căn bản để đi sâu vào cải cách hệ thống giám sát nhà nước, bảo chứng Uỷ ban Giám sát Nhà nước thi hành sự vụ.
Người dân Trung Quốc thù ghét cùng cực hiện tượng tham nhũng, tham nhũng là sự uy hiếp lớn nhất mà Đảng Cộng sản Trung Quốc gặp phải. Trước mắt, tình trạng của cuộc đấu tranh chống tham nhũng mang tính áp đảo đã hình thành và củng cố phát triển, nhưng tình hình vẫn phức tạp nghiêm trọng như xưa. Tổng Bí thư Uỷ ban Trung ương Đảng Cộng sản Trung Quốc Tập Cận Bình chỉ ra, tăng cường năng lực tự thanh lọc của Đảng, căn bản dựa vào việc tăng cường tự giám sát của Đảng và do quần chúng giám sát, tự giám sát là vấn đề nan giải mang tính toàn cầu, là phỏng đoán Goldbach về quản lí nhà nước, Đảng Cộng sản Trung Quốc chắc chắn hạ quyết tâm, rèn luyện "tuyệt thế võ công" ngay, kiến thiết chính trị liêm khiết.
Cải cách thể chế giám sát nhà nước là hành vi sáng chế nhằm thiết lập hệ thống giám sát nhà nước đặc sắc Trung Quốc, Uỷ ban Trung ương Đảng Cộng sản Trung Quốc quản lí Đảng nghiêm khắc từ mọi mặt, lấy cải cách thể chế giám sát nhà nước dẫn vào cải cách tổng thể bố trí một cách sâu sắc toàn diện, tích cực đẩy mạnh công tác cải cách và thí điểm đồng thời giành được thành quả trọng yếu mang tính giai đoạn, trên cơ sở đó sử dụng thành quả thực tiễn cải cách làm nên quy định của hiến pháp, có đủ cơ sở chính trị, cơ sở lí luận, cơ sở thực tiễn vững chắc và chống giữ hoàn toàn pháp lí.
Uỷ ban Giám sát Nhà nước là cơ cấu công tác chống tham nhũng, đi sâu vào một mục đích trọng yếu là cải cách thể chế giám sát nhà nước, chính là tăng cường lãnh đạo thống nhất của Đảng Cộng sản Trung Quốc về công tác chống tham nhũng. Cấp cho Uỷ ban Giám sát Nhà nước một địa vị trong Hiến pháp, đồng thời xác định rõ vị trí tính chất và chức trách chức năng của nó, thật hiện giám sát toàn bộ sự che đậy, ẩn tàng với nhân viên công chức mà sở hữu sử dụng quyền lực công, cần phải lấy việc thúc đẩy đấu tranh chống tham nhũng mà đi sâu vào phát triển, tiến lên một bước gia tăng lòng tin và tin cậy của quần chúng nhân dân về Đảng Cộng sản Trung Quốc, vun trồng dày đặc cơ sở chính trị do Đảng Cộng sản Trung Quốc chấp chính.
Trong nhiệm kì đầu tiên của Tổng Bí thư Uỷ ban Trung ương Đảng Cộng sản Trung Quốc Tập Cận Bình, Uỷ ban Giám sát Nhà nước được thiết lập coi như là một phần của một loạt cải cách hệ thống chống tham nhũng ở Trung Quốc. Từ khi Đảng Cộng sản Trung Quốc thành lập tới nay đã kiến lập một số hình thức cơ chế nội bộ để chống tham nhũng, nhưng rõ ràng, phần lớn không có công hiệu về phương diện kiềm chế tham nhũng mang tính hệ thống, nếu không có cơ sở pháp luật, mà được coi là cơ quan chủ yếu phụ trách chống tham nhũng và xúc phạm chức vụ, Uỷ ban Kiểm tra Kỉ luật Trung ương Đảng Cộng sản Trung Quốc là một cơ cấu chính đảng, không phải là một cơ cấu nhà nước.
Trước chiến dịch đả hổ diệt ruồi của Tập Cận Bình, tội phạm thường thường bị truy tố dưới sự lãnh đạo của chính quyền địa phương thông qua sự khống chế của Uỷ ban Kiểm tra Kỉ luật Đảng Cộng sản Trung Quốc và cơ quan giám sát ở các cấp địa phương. Dù cho các cơ quan này báo cáo với uỷ ban cấp cao hơn ở bộ phận hành chính cao hơn kế tiếp (tức là chính quyền thành phố sẽ báo cáo lên cấp tỉnh, cơ quan cấp tỉnh sẽ báo cáo lên Uỷ ban Kiểm tra Kỉ luật Trung ương Đảng Cộng sản Trung Quốc), cộng thêm việc trả lời lãnh đạo đảng địa phương, Uỷ ban Kiểm tra Kỉ luật Đảng Cộng sản Trung Quốc cấp địa phương chỉ trả lời các lãnh đạo đảng địa phương vì họ kiểm soát ngân sách, nhân sự và tài nguyên của các tổ chức này. Điều này thường dẫn đến việc thật hành quyền lực tuỳ ý và chọn lọc mang tính chính trị trong mục tiêu nỗ lực tham nhũng đục khoét.

## Duyên cách lịch sử
Ngày 19 tháng 1 năm 2017, Uỷ viên Ban Thường vụ Bộ Chính trị Đảng Cộng sản Trung Quốc, Bí thư Uỷ ban Kiểm tra Kỉ luật Trung ương Đảng Cộng sản Trung Quốc ông Vương Kì Sơn đã công bố toàn văn công tác tại Hội nghị toàn thể lần thứ bảy Uỷ ban Kiểm tra Kỉ luật Trung ương Đảng Cộng sản Trung Quốc khoá 18. Ông Vương Kì Sơn đã nêu ra trong nội dung báo cáo, tại Hội nghị lần thứ nhất Đại hội đại biểu nhân dân toàn quốc khoá 13 sẽ bàn xét thông qua pháp luật giám sát nhà nước, thiết lập Uỷ ban Giám sát Nhà nước Cộng hoà Nhân dân Trung Hoa.
Ngày 11 tháng 3 năm 2018, Hội nghị lần thứ nhất Đại hội đại biểu nhân dân toàn quốc khoá 13 thông qua, điều 125 quy định, Uỷ ban Giám sát Nhà nước Cộng hoà Nhân dân Trung Hoa là cơ quan giám sát tối cao.
Ngày 17 tháng 3 năm 2018, Hội nghị lần thứ nhất Đại hội đại biểu nhân dân toàn quốc khoá 13 xem xét thảo luận rồi thông qua phương án cải cách cơ cấu Quốc vụ viện, đem Bộ Giám sát nước Cộng hoà Nhân dân Trung Hoa hợp nhất vào Uỷ ban Giám sát Nhà nước Cộng hoà Nhân dân Trung Hoa mới được tổ chức thành lập. Cục Dự phòng tham nhũng Nhà nước Cộng hoà Nhân dân Trung Hoa hợp nhất vào Uỷ ban Giám sát Nhà nước. Không còn gìn giữ Bộ Giám sát, Cục Dự phòng tham nhũng Nhà nước.
Ngày 23 tháng 3 năm 2018, Uỷ ban Giám sát Nhà nước Cộng hoà Nhân dân Trung Hoa mở bảng hiệu khánh thành ở thành phố Bắc Kinh, cử hành nghi thức tuyên thệ hiến pháp đối với Phó Chủ nhiệm, Uỷ viên Uỷ ban Giám Nhà nước được bổ nhiệm mới.

## Phạm vi giám sát
Chương 3 Hồ sơ dự thảo "Pháp luật giám sát nước Cộng hoà Nhân dân Trung Hoa" đã làm ra quy định kĩ càng đối với phạm vi giám sát của Uỷ ban Giám sát Nhà nước 
Cơ quan giám sát chiếu theo quyền hạn quản lí mà tiến hành giám sát nhân viên công chức được liệt dưới đây:
1. Nhân viên công vụ của cơ quan Đảng Cộng sản Trung Quốc, cơ quan Đại hội đại biểu nhân dân toàn quốc, cơ quan hành chính, cơ quan Chính hiệp Toàn quốc, cơ quan giám sát, cơ quan xét xử, cơ quan kiểm sát, đảng phái dân chủ và cơ quan Hội Liên hợp Công thương nghiệp toàn quốc Trung Hoa cùng các nhân viên dựa theo "Luật nhân viên công vụ nước Cộng hoà Nhân dân Trung Hoa" quản lí;
2. Nhân viên giữ việc công vụ trong tổ chức do pháp luật, văn bản pháp quy trao quyền hoặc được cơ quan nhà nước dựa theo pháp luật mà uỷ thác quản lí sự vụ công cộng;
3. Nhân viên quản lí doanh nghiệp thuộc về nhà nước;
4. Nhân viên làm nghề quản lí trong các đơn vị như giáo dục công lập, nghiên cứu khoa học, văn hoá, vệ sinh y tế, thể dục, v.v
5. Nhân viên làm nghề quản lí sự vụ tập thể có tính quần chúng tập thể cơ bản;
6. Nhân viên khác thi hành công vụ dựa theo pháp luật.

Cơ quan giám sát cấp trên xử lí các thứ việc giám sát của cơ quan giám sát dưới một cấp trong phạm vi quản lí, khi tuyệt đối phải cần cũng có thể xử lí các thứ việc giám sát nơi mà các cấp cơ quan giám sát cai quản trong phạm vi quản lí.
Trong tình huống có tranh biện nghị luận về các thứ việc giám sát giữa các cơ quan giám sát, dựa vào cơ quan giám sát cấp trên của nó cùng chung xác định.
Cơ quan giám sát cấp trên lấy các thứ việc giám sát nơi nó quản lí mà chỉ định cơ quan giám sát cấp dưới quản lí, cũng có thể lấy các thứ việc giám sát của cơ quan giám sát cấp dưới có quyền quản lí mà chỉ định cho cơ quan giám sát khác quản lí.
Cơ quan giám sát cho rằng các thứ việc giám sát ở nơi quản lí là to lớn, phức tạp, cần phải do cơ quan giám sát cấp trên quản lí, có thể thỉnh cầu chuyển cho cơ quan giám sát cấp trên quản lí.

## Trách nhiệm chủ yếu
Trách nhiệm chủ yếu là duy trì bảo hộ Điều lệ Đảng Cộng sản Trung Quốc và văn bản pháp quy khác trong Đảng, tiến hành trông coi đốc xúc về cách sử dụng quyền lực của Đảng viên, cán bộ lãnh đạo, duy trì bảo hộ pháp luật, hiến pháp, tiến hành trông coi, xem xét, kiểm tra về tình hình nhân viên công chức thật thi chức vụ dựa theo pháp luật, giữ theo tiêu chuẩn công bằng và ngay thẳng mà sử dụng quyền, ra làm nghề chính trị theo cách liêm khiết cùng với giữ gìn đạo đức và tiết tháo, tiến hành điều tra đồng thời làm ra quyết định hình án việc chính trị, nhà nước đối với các hành vi có hiềm nghi chức vụ trái phép và chức vụ phạm tội, tiến hành hỏi vặn đối với cán bộ lãnh đạo thật hành chức trách không hết lòng hết sức, không làm hết chức trách, phụ trách tổ chức phối hợp "Xây dựng liêm chính tác phong của Đảng Cộng sản Trung Quốc" và các loại tuyên truyền chống tham nhũng.

## Chức năng và chức trách giám sát
Chương 4 Hồ sơ dự thảo "Pháp luật giám sát nước Cộng hoà Nhân dân Trung Hoa" đã làm ra quy định kĩ càng đối với chức năng và chức trách giám sát của Uỷ ban Giám sát Nhà nước:

### Chức năng giám sát
Cơ quan giám sát sử dụng quyền giám sát dựa theo pháp luật, chức năng chủ yếu là:
1. Duy trì bảo hộ Hiến pháp nước Cộng hoà Nhân dân Trung Hoa và pháp quy pháp luật;
2. Giám sát tình hình nhân viên công chức sử dụng quyền lực công dựa theo pháp luật, điều tra chức vụ trái phép và chức vụ phạm tội;
3. Khai triển "Xây dựng liêm chính tác phong của Đảng Cộng sản Trung Quốc" và công tác chống tham nhũng.

### Chức trách giám sát
Chức trách của cơ quan giám sát là giam đốc, điều tra và xử trí.
- Giam đốc. Cơ quan giám sát tiến hành trông coi, xem xét, kiểm tra về tình hình nhân viên công chức thật thi chức vụ dựa theo pháp luật, giữ theo tiêu chuẩn công bằng và ngay thẳng mà sử dụng quyền, ra làm nghề chính trị theo cách liêm khiết cùng với giữ gìn đạo đức và tiết tháo.
- Điều tra. Cơ quan giám sát tiến hành điều tra về các loại chức vụ trái phép và chức vụ phạm tội như có hiềm nghi dính líu đến tham ô hối lộ, dùng chức quyền bừa bãi, khinh thường và chểnh mảng chức vụ và đức hạnh, tìm kiếm và cho thuê quyền lực, vận chuyển lợi ích, mưu đồ việc riêng mà làm việc lừa gạt gian trá, và lãng phí tiền bạc của cải nhà nước.
- Xử trí. Cơ quan giám sát làm ra quyết định hình án việc chính trị, nhà nước với nhân viên công chức trái phép căn cứ vào pháp luật tương quan; nêu ra kiến nghị giám sát với vấn đề tồn tại trong việc sử dung chức quyền; tiến hành hỏi vặn với nhân viên lãnh đạo thật hành chức trách không hết lòng hết sức, không làm tròn chức vụ; với việc có hiềm nghi chức vụ phạm tội, đem kết quả điều tra chuyển cho cơ quan kiểm sát để đưa lên công tố.

Cơ cấu giám sát phái đến dựa theo sự uỷ quyền, tiến hành giam đốc, đưa ra kiến nghị giám sát với nhân viên công chức của cơ quan có liên quan, tổ chức và đơn vị, khu vực hành chính; chiếu theo quyền hạn quản lí mà tiến hành điều tra, xử trí dựa theo pháp luật, đồng thời làm ra quyết định hình án việc chính trị, nhà nước với nhân viên công chức có hiềm nghi chức vụ.

## Kiến lập Uỷ ban Giám sát địa phương
Cải cách thể chế giám sát nhà nước là cải cách thể chế chính trị trọng đại mà sự vụ liên quan đến toàn cục, mục đích là để cho tăng cường sự lãnh đạo thống nhất tập trung của Đảng Cộng sản Trung Quốc về công tác chống tham nhũng, kiến lập cơ cấu công tác chống tham nhũng do Đảng Cộng sản Trung Quốc lãnh đạo thống nhất, thật hiện giám sát toàn bộ sự che đậy, ẩn tàng với nhân viên công chức mà sở hữu sử dụng quyền lực công.
Tháng 11 năm 2016, cải cách thể chế giám sát nhà nước chính thức kéo mở tấm màn lớn. Cuộc cải cách lấy 3 tỉnh, thành Bắc Kinh, Sơn Tây, Chiết Giang làm thí điểm đợt đầu, nêu ra cung cấp kinh nghiệm đáng phục chế đáng mở rộng cho các khu vực, địa phương khác trên cả nước Trung Quốc. Đại hội đại biểu toàn quốc lần thứ 19 Đảng Cộng sản Trung Quốc tạo ra chiến lược bố trí về việc làm sâu sắc cải cách thể chế giám sát nhà nước, đề nghị lấy công tác thí điểm để đẩy mở trên cả nước, tổ chức và thành lập Uỷ ban Giám sát huyện, thành phố, tỉnh, nhà nước. Ngày 23 tháng 10 năm 2017, Văn phòng công vụ Uỷ ban Trung ương Đảng Cộng sản Trung Quốc in ấn rồi gửi đi "liên quan đến việc đẩy mở phương án thí điểm cải cách thể chế giám sát nhà nước ở các khu vực, địa phương trên cả nước Trung Quốc". Sau đó, Hội nghị lần thứ 30 Uỷ ban Thường vụ Đại hội đại biểu nhân dân toàn quốc khoá 12 thông qua quyết định đẩy mở công tác thí điểm cải cách thể chế giám sát nhà nước khắp các khu vực trên cả nước Trung Quốc, công tác tổ chức và thành lập Uỷ ban Giám sát ba cấp huyện, thành phố, tỉnh phải nối tiếp nhau chặt chẽ, kĩ lưỡng với công tác Đại hội đại biểu nhân dân địa phương của từng một nhiệm kì.
Ngày 11 tháng 2 năm 2018, toàn bộ thành viên ê-kíp lãnh đạo Uỷ ban Giám sát tỉnh Thanh Hải được sản sinh. Toàn bộ Uỷ ban Giám cấp tỉnh trên khắp cả nước được thành lập; ngày 13 tháng 2 năm 2018, Uỷ ban Giám sát địa cấp thị Đường Sơn ở tỉnh Hà Bắc treo biển hiệu khánh thành. Toàn bộ Uỷ ban Giám sát cấp thành phố trên cả nước hoàn thành việc tổ chức và thành lập; ngày 25 tháng 2 năm 2018, Uỷ ban Giám sát huyện Đại Tân ở địa cấp thị Sùng Tả, khu tự trị dân tộc Tráng Quảng Tây treo biển hiệu khánh thành. Toàn bộ Uỷ ban Giám sát ba cấp huyện, thành phố, tỉnh trên cả nước đã tổ chức và thành lập xong.
Việc đẩy mở thuận lợi công tác thí điểm cải cách ở các khu vực, địa phương trên cả nước Trung Quốc, là để cho đi đến một bước thành lập Uỷ ban Giám sát Nhà nước, việc cấu thành và xây dựng lên hệ thống giám sát bốn cấp huyện, thành phố, tỉnh, nhà nước đã ổn định nền móng cứng vững và chân xác.